# Nemo auditur propriam turpitudinem allegans
Nemo auditur propriam turpitudinem allegans é uma máxima do direito civil  que pode ser traduzida como "a ninguém é dado beneficiar-se da própria torpeza"  ou "ninguém pode invocar defesa baseada na própria culpa".  A máxima funcionava com outra, in pari causa turpitudinis cessat repetitio,  para impedir que um tribunal de intervenha num conflito envolvendo uma transação com objeto ilícito.  
Em 1950, durante uma reunião do Conselho de Segurança das Nações Unidas, ao discutir a validade das resoluções tomadas na ausência de um dos membros permanentes, o delegado francês invocou a máxima. 

## Origens
O princípio jurídico "a ninguém é dado beneficiar-se da própria torpeza," também conhecido pela expressão latina "Nemo auditur propriam turpitudinem allegans," é uma máxima que tem raízes profundas no direito civil e é frequentemente invocada em diversos sistemas jurídicos ao redor do mundo. Esse princípio reflete a ideia de que uma pessoa não pode se beneficiar legalmente de suas próprias ações imorais, desonestas ou ilícitas. 
Em termos simples, uma parte não pode invocar a proteção da lei quando a situação em questão é resultado de sua própria conduta reprovável. A expressão latina "Nemo auditur propriam turpitudinem allegans" tem suas raízes nas antigas tradições do direito romano. A palavra "turpitudinem" refere-se à torpeza, à desonra, à imoralidade. 
A máxima expressa a ideia de que a justiça não deve ser acessível àqueles que buscam se beneficiar de sua própria má conduta. Ao longo dos séculos, o princípio evoluiu e foi incorporado nos sistemas jurídicos de diferentes países, adaptando-se às mudanças sociais, culturais e legislativas. Embora a expressão latina seja frequentemente usada, as jurisdições podem ter suas próprias formulações do princípio, mantendo a essência da ideia de que ninguém deve lucrar com sua própria falta de integridade. 
O princípio do "a ninguém é dado beneficiar-se da própria torpeza" está intrinsecamente ligado a valores éticos e morais que sustentam a justiça. Ele se baseia na premissa de que o sistema legal não deve ser usado como um escudo para proteger aqueles que agem de maneira desonesta ou imoral. Do ponto de vista teórico, esse princípio tem implicações em diversas áreas do direito, incluindo contratos, responsabilidade civil, direito do trabalho e direito penal. Em cada uma dessas áreas, o princípio é aplicado de maneira específica, mas a ideia fundamental permanece a mesma: uma parte não pode invocar a proteção legal quando sua própria conduta desonesta é a causa da disputa.  
No contexto dos contratos, o princípio se manifesta quando uma das partes tenta fazer valer um contrato que foi formado com base em fraude, má-fé ou qualquer outra conduta desonesta. Se uma parte agir de maneira desonesta ao celebrar um contrato, ela pode ser impedida de buscar os benefícios desse contrato nos tribunais. Por exemplo, se uma pessoa vende um produto com base em falsas representações, alegando características que sabe serem incorretas, ela não poderá invocar o contrato para exigir o pagamento total. 
O princípio impede que a parte desonesta obtenha benefícios provenientes de sua própria conduta fraudulenta. Em casos de responsabilidade civil, o princípio também desempenha um papel crucial. Se alguém causar dano a outra parte devido a sua própria conduta desonesta, essa pessoa não deveria ter o direito de buscar compensação por danos decorrentes daquela conduta. Suponhamos que um indivíduo danifique deliberadamente a propriedade de outra pessoa. Nesse caso, o princípio poderia ser aplicado para impedir que o infrator busque indenização por danos materiais decorrentes de sua própria ação ilícita. 
A ideia é que o infrator não deve ser recompensado pelos danos que causou intencionalmente. No contexto do direito do trabalho, o princípio pode ser invocado quando um funcionário age de maneira desonesta, como violando normas éticas ou roubando informações confidenciais da empresa. Nesses casos, a empresa pode aplicar o princípio para justificar a rescisão do contrato de trabalho ou para negar certos benefícios ao empregado desonesto. A aplicação do princípio no direito do trabalho destaca a importância da integridade e da ética no ambiente de trabalho. Aqueles que agem de maneira desonesta não devem ser autorizados a se beneficiar das consequências de suas próprias ações prejudiciais à empresa ou a outros funcionários.  
No âmbito do direito penal, o princípio do "a ninguém é dado beneficiar-se da própria torpeza" também tem implicações significativas. Se um indivíduo comete um crime e busca se beneficiar de seu próprio ato ilícito, o sistema legal pode aplicar o princípio para impedir que essa pessoa evite as consequências criminais. Por exemplo, se alguém comete fraude financeira e tenta utilizar os ganhos ilícitos para pagar uma multa ou despesas legais, o princípio pode ser invocado para bloquear essa tentativa. A ideia é que o criminoso não deve ser autorizado a se beneficiar financeiramente de sua própria atividade criminosa.  

## Exemplos de aplicação
Há casos jurisprudenciais notáveis nos quais o princípio subjacente foi aplicado de maneira semelhante. Aqui estão alguns exemplos de casos famosos que refletem o princípio de não permitir que alguém se beneficie de sua própria torpeza. 
- Enron Corporation (2001): O colapso da Enron é um dos casos mais notórios de fraude corporativa na história dos Estados Unidos. Os executivos da Enron manipularam as finanças da empresa para inflar artificialmente seu valor no mercado de ações. Quando a fraude foi descoberta, a Enron entrou em colapso, deixando investidores e funcionários com enormes perdas financeiras. Os executivos da Enron não foram autorizados a se beneficiar da fraude cometida. Muitos foram processados e condenados por crimes financeiros e fraude. Os executivos da Enron foram proibidos de se beneficiar da fraude que inflou artificialmente o valor da empresa. A ação legal resultante, que incluiu processos e condenações por crimes financeiros, exemplificou a aplicação do princípio de não permitir que indivíduos se beneficiem de suas próprias ações fraudulentas.

- Bernard Madoff (2008): Bernie Madoff foi o responsável por uma das maiores fraudes de Ponzi da história. Ele operou um esquema de investimento falso que resultou em bilhões de dólares em perdas para investidores. Quando o esquema foi descoberto, Madoff foi condenado por fraude e lavagem de dinheiro. O caso de Madoff exemplifica a aplicação do princípio de que alguém que comete uma fraude significativa não pode se beneficiar da mesma, e ele foi sentenciado a cumprir uma longa pena de prisão, além de ser obrigado a ressarcir parte das perdas. Bernie Madoff foi condenado por operar um esquema de Ponzi e foi sentenciado a uma longa pena de prisão. Além disso, ele foi obrigado a ressarcir parte das perdas dos investidores. Isso ilustra a aplicação do princípio de impedir que alguém se beneficie de uma fraude significativa, mesmo após a descoberta do esquema. [11] [12]
- Caso Volkswagen (2015): A Volkswagen foi envolvida em um escândalo relacionado à manipulação de emissões de gases poluentes em seus veículos a diesel. A empresa instalou software nos carros para enganar os testes de emissões, o que levou a uma série de consequências legais e financeiras. A Volkswagen enfrentou processos judiciais em várias jurisdições e concordou em pagar bilhões em multas e acordos. O caso destaca como uma empresa não pode se beneficiar da manipulação ilegal de dados para obter vantagens financeiras. A Volkswagen enfrentou consequências legais e financeiras significativas devido à manipulação das emissões de seus veículos. Os processos judiciais e multas aplicadas destacam como a empresa não pôde se beneficiar da manipulação ilegal de dados para obter vantagens financeiras, em conformidade com o princípio em questão. [13] [14]
- Caso WorldCom (EUA): Similar ao escândalo da Enron, a WorldCom também foi envolvida em uma fraude contábil massiva que inflou artificialmente seu valor no mercado de ações. Os executivos envolvidos enfrentaram processos legais e prisões, refletindo a aplicação do princípio de responsabilização por suas ações fraudulentas.  Assim como no caso Enron, os executivos da WorldCom enfrentaram processos legais e prisões. Isso reflete a aplicação do princípio de responsabilização por ações fraudulentas, garantindo que aqueles envolvidos não se beneficiassem das práticas contábeis fraudulentas que inflaram o valor da empresa. [15] [16]
- Caso Parmalat (Itália): A Parmalat, uma gigante italiana de laticínios, foi palco de um dos maiores escândalos financeiros europeus. Executivos manipularam os balanços da empresa, levando-a à falência. Neste caso, as autoridades agiram para garantir que os responsáveis fossem processados e impedidos de se beneficiar das práticas fraudulentas. As autoridades agiram para processar e impedir que os executivos da Parmalat se beneficiassem da manipulação dos balanços que levou à falência da empresa. Esse caso ilustra como o princípio visa evitar que indivíduos tirem proveito de práticas fraudulentas que prejudicam a saúde financeira da empresa. [17] [18]

Esses casos representam situações em que indivíduos ou empresas foram responsabilizados por práticas desonestas, fraudes ou condutas ilícitas. Embora a expressão latina específica possa não ter sido mencionada, os princípios subjacentes relacionados à ideia de não permitir que alguém se beneficie de sua própria torpeza foram aplicados de maneira efetiva nos tribunais. 
O princípio "a ninguém é dado beneficiar-se da própria torpeza" refere-se a uma concepção ética que implica que ninguém deve ser capaz de lucrar ou se beneficiar de suas próprias ações fraudulentas, desonestas ou moralmente condenáveis. Esse princípio é muitas vezes invocado para justificar penalidades ou sanções contra aqueles que participam de atividades fraudulentas, incluindo fraudes corporativas. No contexto de fraudes corporativas, este princípio é relevante quando os acusados buscam se beneficiar financeiramente ou de outra forma por meio de práticas enganosas, manipulação de informações, malversação de recursos ou outras atividades ilícitas. O princípio destaca a responsabilidade ética de agir com integridade nos negócios e na tomada de decisões. A ideia é que ninguém deve ser recompensado por comportamento desonesto ou antiético.  
Em muitos casos, a legislação e regulamentações corporativas preveem penalidades para fraudes. O princípio reforça a ideia de que aqueles que participam de práticas fraudulentas devem enfrentar as devidas consequências legais e regulatórias, que podem incluir multas, prisão e outras penalidades. O princípio também pode ser aplicado no sentido de exigir que os responsáveis pela fraude devolvam quaisquer ganhos ilícitos obtidos por meio de suas ações. Isso pode envolver a restituição de dinheiro desviado ou compensações por danos causados a investidores, acionistas, clientes, entre outros. Ao aplicar o princípio, as autoridades procuram dissuadir outros de se envolverem em comportamentos fraudulentos, enviando uma mensagem clara de que as consequências superam quaisquer benefícios obtidos.  